# 江铃集团新能源
江西江铃集团新能源汽车有限公司（简称：江铃集团新能源，英文缩写JMEV），是一间总部位于中国江西省南昌市的汽车制造公司，是雷诺与江铃汽车集团的合资企业，它专注于为中国市场生产和销售家用新能源汽车。
截至2023年其电动车累计销售已超过10万辆。

## 历史
- 2015年1月，江西江铃集团新能源汽车有限公司成立。[4]
- 2019年7月17日，雷诺集团入股江西江铃集团新能源汽车有限公司。[5]